# 北津軽郡

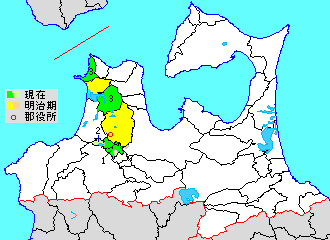
青森県北津軽郡の範囲（1.板柳町 2.鶴田町 3.中泊町 薄緑・水色：後に他郡から編入した区域 薄黄：後に他郡に編入された区域）

北津軽郡（きたつがるぐん）は、青森県の郡。
人口31,083人、面積304.65km²、人口密度102人/km²。（2025年2月1日、推計人口）
以下の3町を含む。
- 板柳町（いたやなぎまち）
- 鶴田町（つるたまち）
- 中泊町（なかどまりまち）

## 郡域
1878年（明治11年）に行政区画として発足した当時の郡域は、概ね以下の区域にあたる。
- 五所川原市の大部分（小曲・十三を除く）
- 青森市の一部（浪岡大字下石川）
- 板柳町の大部分（林崎・深味・長野・太田・辻・横沢を除く）
- 鶴田町の一部（岩木川以東）
- 中泊町の全域

## 歴史

### 郡発足までの沿革
- 明治初年時点では、津軽郡のうち後の当郡域の全域が陸奥弘前藩領であった。「旧高旧領取調帳」に記載されている明治初年時点に存在した村は以下の通り。（159村）

館野越村、下萢村、滝井村、大俵村、高増村、常海橋村、夕顔関村、三宅村、五林平村、中泉村、瀬良沢村、牡丹森村、柏木村、横萢村、松倉村、梅田村、沢田村、板屋野木村、福野田村、立木村、灰沼村、三千石村、宮内村、種田村、赤田村、石野村、野中村、野添村、五幾形村、狐森村、沖村、境村、前萢村、五町目村、胡桃館村、中野村、山道村、欠落林村、小幡村、竹田村、大性村、菖蒲川村、笹森村、鶴泊村、鶴田村、亀田村、強巻村、大巻村、隠里村、大開村、玉川村、七ツ館村、広田村、岡田村、真黒屋敷村、姥萢村、湊村、半田村、五所川原村、喰川村、平井村、柏原村、長橋村、二本柳村、唐笠柳村、石岡村、吹畑村、漆川村、沖飯詰村、桜田村、新宮村、種井村、川山村、田川村、川元村、赤堀村、高瀬村、鶴ヶ岡村、藻川村、成戸村、下石川村、高野村、持子沢村、原子村、前田野目村、鞠野沢村、羽野木沢村、俵元村、豊成村、福山村、野里村、神山村、浅井村、飯詰村、朝日沢村、壱野坪村、独鼻村、石畑村、富川村、太刀打村、桃崎村、米田村、末広村、富升村、水野尾村、松野木村、福岡村、下新里村、若山村、金山村、天神村、川代田村、平町村、戸沢村、石田坂村、下岩崎村、毘沙門村、下毘沙門村、長富村、中柏木村、嘉瀬村、小栗崎村、小田川村、喜良市村、野崎村、金木村、川倉村、蒔田村、神原村、豊島村、富野村、芦野村、田茂木村、福井村、長泥村、豊岡村、川内村、福浦村、今岡村、芦部村、藤枝村、大沢内村、宮川村、久米田村、中里村、八幡村、深郷田村、高根村、薄市村、尾別村、相内村、太田村、今泉村、船岡村、磯松村、唐皮村、脇元村、板割沢村、小泊村、宮野沢村
- 明治4年
  - 7月14日（1871年8月29日） - 廃藩置県により弘前県の管轄となる。
  - 11月2日（1871年12月13日） - 第1次府県統合により青森県の管轄となる。
- 明治初年（154村）
  - 下萢村・沢田村が廃村。
  - 下毘沙門村が毘沙門村に合併。
  - 船岡村が廃村となり、八幡村に吸収。
  - 唐皮村が廃村となり、磯松村に吸収。
- 明治9年（1876年）（一部は推定）（109村）
  - 松倉村が横萢村に、立木村が福野田村に、宮内村・種田村が三千石村に、野添村が野中村に、前萢村・五町目村が境村に、竹田村が小幡村に、笹森村が菖蒲川村に、亀田村が鶴田村に、大開村・玉川村が妙堂崎村に、半田村が湊村に、喰川村・平井村・柏原村が五所川原村に、二本柳村が石岡村に、川元村・赤堀村が田川村に、成戸村が藻川村に、鞠野沢村が前田野目村に、朝日沢村が飯詰村に、独鼻村・石畑村が壱野坪村に、富川村・桃崎村が太刀打村に、末広村・富升村が米田村に、福岡村・下新里村・若山村が松野木村に、天神村・川代田村が金山村に、平町村・石田坂村が戸沢村に、小栗崎村が嘉瀬村に、小田川村・野崎村が喜良市村に、福井村が鶴ヶ岡村に、川内村が豊岡村に、今岡村が福浦村に、芦部村が藤枝村に、久米田村が大沢内村に、板割沢村が相内村にそれぞれ合併。
  - 真黒屋敷村が岡田村を合併のうえ改称して稲実村となる。

### 郡発足以降の沿革
- 明治11年（1878年）
  - 10月30日 - 郡区町村編制法の青森県での施行により、津軽郡のうち五所川原村ほか109村の区域に行政区画としての北津軽郡が発足。郡役所が五所川原村に設置。
  - 三宅村が五林平村に合併。（108村）

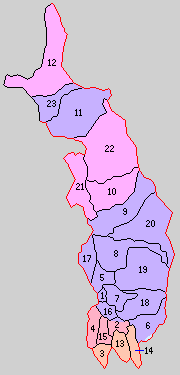
1.五所川原村 2.梅沢村 3.板屋野木村 4.鶴田村 5.中川村 6.七和村 7.松島村 8.嘉瀬村 9.金木村 10.中里村 11.相内村 12.小泊村 13.小阿弥村 14.沿川村 15.六郷村 16.栄村 17.三好村 18.長橋村 19.飯詰村 20.喜良市村 21.武田村 22.内潟村 23.脇元村（紫：五所川原市 桃：中泊町 赤：鶴田町 橙：板柳町 水色：青森市）

- 明治22年（1889年）4月1日 - 町村制の施行により、以下の各村が発足。（23村）
  - 五所川原村（単独村制。現・五所川原市）
  - 梅沢村 ← 横萢村、瀬良沢村、沖村（現・鶴田町）、梅田村、中泉村（現・五所川原市）
  - 板屋野木村 ← 板屋野木村、灰沼村、福野田村、三千石村、赤田村、欠落林村、小幡村（現・板柳町）
  - 鶴田村 ← 鶴田村、強巻村、大巻村、大性村、菖蒲川村、鶴泊村（現・鶴田町）
  - 中川村 ← 川山村、田川村、新宮村、長橋村、種井村、沖飯詰村、桜田村（現・五所川原市）
  - 七和村 ← 原子村、高野村、持子沢村、前田野目村、羽野木沢村、俵元村（現・五所川原市）、下石川村（現・青森市）
  - 松島村 ← 金山村、太刀打村、米田村、壱野坪村、石岡村、吹畑村、漆川村、唐笠柳村、水野尾村（現・五所川原市）
  - 嘉瀬村 ← 嘉瀬村、毘沙門村、長富村、中柏木村（現・五所川原市）
  - 金木村 ← 金木村、蒔田村、神原村、川倉村、藤枝村（現・五所川原市）
  - 中里村 ← 中里村、深郷田村、八幡村、大沢内村、宮野沢村、宮川村（現・中泊町）
  - 相内村 ← 相内村、太田村（現・五所川原市）
  - 小泊村（単独村制。現・中泊町）
  - 小阿弥村 ← 柏木村、高増村、大俵村、牡丹森村、狐森村、五幾形村（現・板柳町）
  - 沿川村 ← 常海橋村、五林平村、夕顔関村、館野越村、滝井村（現・板柳町）
  - 六郷村 ← 胡桃館村、境村、中野村、山道村（現・鶴田町）、石野村、野中村（現・板柳町）
  - 栄村 ← 広田村、稲実村、七ツ館村、姥萢村、湊村（現・五所川原市）
  - 三好村 ← 鶴ヶ岡村、藻川村、高瀬村（現・五所川原市）
  - 長橋村 ← 野里村、神山村、松野木村、戸沢村、豊成村、福山村、浅井村（現・五所川原市）
  - 飯詰村 ← 飯詰村、下岩崎村（現・五所川原市）
  - 喜良市村（単独村制。現・五所川原市）
  - 武田村 ← 富野村、豊島村、豊岡村、福浦村、芦野村、田茂木村、長泥村（現・中泊町）
  - 内潟村 ← 薄市村、尾別村、高根村、今泉村（現・中泊町）
  - 脇元村 ← 脇元村、磯松村（現・五所川原市）
- 明治24年（1891年）4月1日 - 郡制を施行。
- 明治28年（1895年）3月27日 - 板屋野木村が改称して板柳村となる。
- 明治31年（1898年）7月1日 - 五所川原村が町制施行して五所川原町となる。（1町22村）
- 大正9年（1920年）
  - 2月11日 - 金木村が町制施行して金木町となる。（2町21村）
  - 4月1日 - 板柳村が町制施行して板柳町となる。（3町20村）
- 大正12年（1923年）4月1日 - 郡会が廃止。郡役所は存続。
- 大正15年（1926年）7月1日 - 郡役所が廃止。以降は地域区分名称となる。
- 昭和16年（1941年）
  - 9月10日 - 中里村が町制施行して中里町となる。（4町19村）
  - 10月1日 - 鶴田村が町制施行して鶴田町となる。（5町18村）
- 昭和17年（1942年）7月1日 - 「北津軽地方事務所」が五所川原町に設置され、本郡を管轄。
- 昭和29年（1954年）10月1日 - 五所川原町・長橋村・飯詰村・栄村・松島村・中川村・三好村が合併して五所川原市が発足し、郡より離脱。（4町12村）
- 昭和30年（1955年）
  - 3月1日 （4町6村） 
    - 嘉瀬村の一部（毘沙門）が五所川原市に編入。
    - 金木町、喜良市村および嘉瀬村の一部（嘉瀬・中柏木・長富）が合併して金木町が発足。
    - 中里町・武田村・内潟村が合併し、改めて中里町が発足。
    - 鶴田町・六郷村・梅沢村が西津軽郡水元村と合併し、改めて鶴田町が発足。

  - 3月10日 - 板柳町・沿川村・小阿弥村が南津軽郡畑岡村と合併し、改めて板柳町が発足。（4町4村）
  - 3月31日 - 脇元村・相内村が西津軽郡十三村と合併して市浦村が発足。（4町3村）
- 昭和31年（1956年）
  - 8月10日
    - 金木町の一部（長富）が五所川原市に編入。
    - 板柳町の一部（林崎のうち字沼田・字平岡の各一部を除く）が南津軽郡藤崎町に編入。

  - 9月30日（4町2村）
    - 七和村の一部（下石川）が南津軽郡浪岡町に編入。
    - 七和村の残部が五所川原市に編入。

  - 11月1日 - 鶴田町の一部（梅田・中泉）が五所川原市に編入。
- 昭和33年（1958年）4月1日 - 鶴田町の一部（石野・野中）が板柳町に編入。
- 平成17年（2005年）3月28日（3町）
  - 金木町・市浦村が五所川原市と合併し、改めて五所川原市が発足、郡より離脱。
  - 中里町・小泊村が合併して中泊町が発足。

### 変遷表
| 明治22年以前 | 明治22年4月1日  | 明治22年 - 明治45年         | 大正元年 - 昭和19年  | 昭和20年 - 昭和63年                                                                 | 平成元年 - 現在             | 現在       |
| ------------ | --------------- | --------------------------- | -------------------- | ----------------------------------------------------------------------------------- | --------------------------- | ---------- |
|              | 板屋野木村      | 明治28年3月27日 改称 板柳村 | 大正9年4月1日 町制   | 昭和30年3月10日 板柳町                                                              | 板柳町                      | 板柳町     |
|              | 沿川村          | 沿川村                      | 沿川村               | 昭和30年3月10日 板柳町                                                              | 板柳町                      | 板柳町     |
|              | 小阿弥村        | 小阿弥村                    | 小阿弥村             | 昭和30年3月10日 板柳町                                                              | 板柳町                      | 板柳町     |
|              | 南津軽郡 畑岡村 | 南津軽郡 畑岡村             | 南津軽郡 畑岡村      | 昭和30年3月10日 板柳町                                                              | 板柳町                      | 板柳町     |
|              | 鶴田村          | 鶴田村                      | 昭和16年10月1日 町制 | 昭和30年3月1日 鶴田町 昭和31年11月1日 （梅田、中泉）を 五所川原市に編入             | 鶴田町                      | 鶴田町     |
|              | 六郷村          | 六郷村                      | 六郷村               | 昭和30年3月1日 鶴田町 昭和31年11月1日 （梅田、中泉）を 五所川原市に編入             | 鶴田町                      | 鶴田町     |
|              | 梅沢村          | 梅沢村                      | 梅沢村               | 昭和30年3月1日 鶴田町 昭和31年11月1日 （梅田、中泉）を 五所川原市に編入             | 鶴田町                      | 鶴田町     |
|              | 西津軽郡 水元村 | 西津軽郡 水元村             | 西津軽郡 水元村      | 昭和30年3月1日 鶴田町 昭和31年11月1日 （梅田、中泉）を 五所川原市に編入             | 鶴田町                      | 鶴田町     |
|              | 七和村          | 七和村                      | 七和村               | 昭和31年9月30日 南津軽郡 浪岡町に編入 （下石川）                                    | 平成17年4月1日 青森市の一部 | 青森市     |
|              | 七和村          | 七和村                      | 七和村               | 昭和31年9月30日 五所川原市に編入 （下石川以外）                                     | 平成17年3月28日 五所川原市  | 五所川原市 |
|              | 五所川原村      | 明治31年7月1日 町制         | 五所川原町           | 昭和29年10月1日 五所川原市                                                          | 平成17年3月28日 五所川原市  | 五所川原市 |
|              | 長橋村          | 長橋村                      | 長橋村               | 昭和29年10月1日 五所川原市                                                          | 平成17年3月28日 五所川原市  | 五所川原市 |
|              | 飯詰村          | 飯詰村                      | 飯詰村               | 昭和29年10月1日 五所川原市                                                          | 平成17年3月28日 五所川原市  | 五所川原市 |
|              | 栄村            | 栄村                        | 栄村                 | 昭和29年10月1日 五所川原市                                                          | 平成17年3月28日 五所川原市  | 五所川原市 |
|              | 松島村          | 松島村                      | 松島村               | 昭和29年10月1日 五所川原市                                                          | 平成17年3月28日 五所川原市  | 五所川原市 |
|              | 中川村          | 中川村                      | 中川村               | 昭和29年10月1日 五所川原市                                                          | 平成17年3月28日 五所川原市  | 五所川原市 |
|              | 三好村          | 三好村                      | 三好村               | 昭和29年10月1日 五所川原市                                                          | 平成17年3月28日 五所川原市  | 五所川原市 |
|              | 嘉瀬村          | 嘉瀬村                      | 嘉瀬村               | 昭和30年3月1日 五所川原市に編入 （毘沙門）                                          | 平成17年3月28日 五所川原市  | 五所川原市 |
|              | 嘉瀬村          | 嘉瀬村                      | 嘉瀬村               | 昭和30年3月1日 金木町 （嘉瀬、中柏木、長富） 昭和31年8月10日 長富を五所川原市に編入 | 平成17年3月28日 五所川原市  | 五所川原市 |
|              | 金木村          | 金木村                      | 大正9年2月11日 町制  | 昭和30年3月1日 金木町                                                               | 平成17年3月28日 五所川原市  | 五所川原市 |
|              | 喜良市村        | 喜良市村                    | 喜良市村             | 昭和30年3月1日 金木町                                                               | 平成17年3月28日 五所川原市  | 五所川原市 |
|              | 脇元村          | 脇元村                      | 脇元村               | 昭和30年3月31日 市浦村                                                              | 平成17年3月28日 五所川原市  | 五所川原市 |
|              | 相内村          | 相内村                      | 相内村               | 昭和30年3月31日 市浦村                                                              | 平成17年3月28日 五所川原市  | 五所川原市 |
|              | 西津軽郡 十三村 | 西津軽郡 十三村             | 西津軽郡 十三村      | 昭和30年3月31日 市浦村                                                              | 平成17年3月28日 五所川原市  | 五所川原市 |
|              | 中里村          | 中里村                      | 昭和16年9月10日 町制 | 昭和30年3月1日 中里町                                                               | 平成17年3月28日 中泊町      | 中泊町     |
|              | 武田村          | 武田村                      | 武田村               | 昭和30年3月1日 中里町                                                               | 平成17年3月28日 中泊町      | 中泊町     |
|              | 内潟村          | 内潟村                      | 内潟村               | 昭和30年3月1日 中里町                                                               | 平成17年3月28日 中泊町      | 中泊町     |
|              | 小泊村          | 小泊村                      | 小泊村               | 小泊村                                                                              | 平成17年3月28日 中泊町      | 中泊町     |

## 行政
歴代郡長
| 代   | 氏名       | 就任年月日                 | 退任年月日                | 備考                   |
| ---- | ---------- | -------------------------- | ------------------------- | ---------------------- |
| 1    | 工藤行幹   | 明治11年（1878年）10月30日 | 明治18年（1885年）4月     | [ 2 ]                  |
| 2    | 対馬定紀   | 明治18年（1885年）4月      | 明治19年（1886年）3月     | [ 2 ]                  |
| 3    | 菊池九郎   | 明治19年（1886年）3月      | 明治19年（1886年）9月     | [ 2 ]                  |
| 4    | 工藤行幹   | 明治19年（1886年）9月      | 明治21年（1888年）3月     | 再任・西津軽郡長兼任   |
| 心得 | 対馬貞太郎 | 明治21年（1888年）3月      | 明治21年（1888年）12月    | 郡書記                 |
| 5    | 杉山龍江   | 明治21年（1888年）12月     | 明治23年（1890年）11月    | [ 2 ]                  |
| 心得 | 荒井粛     | 明治23年（1890年）11月     | 明治24年（1891年）2月     | 郡書記                 |
| 6    | 対馬貞太郎 | 明治24年（1891年）2月      | 明治30年（1897年）11月    | [ 2 ]                  |
| 7    | 黒田剛     | 明治30年（1897年）11月     | 明治31年（1898年）7月     | [ 2 ]                  |
| 8    | 関準造     | 明治31年（1898年）9月      | 明治32年（1899年）4月     | [ 2 ]                  |
| 9    | 丸瀬正課   | 明治32年（1899年）4月      | 明治41年（1908年）12月    | [ 2 ]                  |
| 10   | 大沢文男   | 明治41年（1908年）12月     | 明治42年（1909年）9月1日  | 在任中に死去           |
| 11   | 樋口兵次郎 | 明治42年（1909年）9月      |                           | [ 2 ]                  |
|      | 長尾義連   |                            |                           |                        |
|      |            |                            | 大正15年（1926年）6月30日 | 郡役所廃止により、廃官 |